# Nikolaï Parfionov
Pour les articles homonymes, voir Parfionov.
Nikolaï Ivanovitch Parfionov (en russe : Николай Иванович Парфёнов), né le 26 juillet 1912 dans le Gouvernement de Vladimir (Empire russe) et mort le 7 janvier 1999 à Moscou (Russie), est un acteur soviétique de théâtre et cinéma, distingué artiste émérite de la RSFS de Russie en 1968.

## Biographie
Nikolaï naît au village Serguïevy Gorki (Сергиевы Горки), dans la famille de six enfants d'Ivan Parfionov, second capitaine d'un bateau à vapeur naviguant sur la Volga. Après la révolution, le père est nommé directeur de l'usine de teillage de lin de Kirov, mais il décède subitement peu après. Nikolaï et son frère Boris travaillent sur la propriété familiale et réussissent à la faire prospérer. Cela fait des jaloux et dans les années 1930, la famille est soumise à la dékoulakisation. Leur ferme est confisquée. La mère sera déportée en Sibérie et employée à l'extraction de la tourbe. Les jeunes Parfionov rejoignent la capitale où les garçons travaillent à l'usine Serp et Molot [Faucille et marteau], alors que les quatre sœurs entament les études.
Nikolaï compte également poursuivre son éducation. Il apprend l'ouverture des inscriptions au studio d'art dramatique au sein du Théâtre Mossovet. Lors de l'audition, il claironne le poème futuriste de Vladimir Maïakovski Vo ves golos («Во весь голос» [Haut et fort]), dont le passage Professeur, enlevez vos deux roues de lunettes («Профессор, снимите очки-велосипед!») semble s'adresser au président de la commission d'admission, l'artiste Yevsey Lioubimov-Lanski qui porte justement un pince-nez, et le fait rire. Nikolaï se voit admis.
Diplômé en 1935, Parfionov devient acteur du Théâtre Mossovet où se déroule toute sa carrière. Sa première apparition au cinéma a lieu au 1944, dans le film Rodnye polia (Родные поля) de Boris Babotchkine. Acteur de genre, il incarne principalement les personnages de bureaucrates, fonctionnaires et chefs locaux auxquels le sens de l'humour et l’imagination font défaut. Il compte à son actif plus de cent-trente rôles et participe également aux adaptations pour le théâtre radiophonique. En 1986, avec Alexandre Zarkhi il coréalise Tchitcherine, le téléfilm en deux parties relatant la vie de diplomate soviétique Gueorgui Tchitcherine.
Mort à Moscou, l'artiste est inhumé au cimetière de Khimki.

## Filmographie partielle
- 1961 : Les Aventures de Kroch (Приключения Кроша) de Genrikh Oganessian
- 1963 : Sans peur ni reproche (Без страха и упрёка) d'Alexandre Mitta : capitaine de police
- 1964 : Président (Председатель) de Alexeï Saltykov
- 1966 : Attention, automobile (Берегись автомобиля) de Eldar Riazanov
- 1967 : Rouges et Blancs (Csillagosok, katonák) de Miklós Jancsó
- 1969 : Les Frères Karamazov de Ivan Pyryev, Kirill Lavrov et Mikhail Ulyanov
- 1970 : Le Retour de saint Luc (Возвращение «Святого Луки») de Anatoli Bobrovski
- 1975 : Afonia (Афоня) de Gueorgui Danielia : Boris Fomine
- 1982 : Les larmes coulaient (Слёзы капали) de Gueorgui Danielia : Kouziakine
- 1987 : Où se trouve nofelet ? (Где находится нофелет?) de Gerald Bejanov